# Zach Swanson
Zachary „Zach“ Swanson (* um 1990) ist ein US-amerikanischer Jazzmusiker (Kontrabass, Komposition), mit Schwerpunkt auf improvisierter, experimenteller Musik und auch Folk.

## Leben und Wirken
Swanson erhielt ab sechs Jahren Unterricht am Bass in seinem Heimatstaat Massachusetts und ist Absolvent des Peabody Conservatory of Music der Johns Hopkins University. Seitdem trat er im Raum New York auf und arbeitete u. a. mit Musikern wie Federico Ughi, Leonor Falcon, Aron Namenwirth und Joe Hertenstein. Des Weiteren wirkte er bei Alben von mehreren kollaborativen Produktionen mit, darunter Killing Time mit Pluck & Rail (2022), Nicholas Horners Sans Sebastienne (2020), Ghost Narratives mit Tomchess (2019); außerdem spielte er im Duo mit dem Gitarristen Stelios Mihas. 2019 gehörte er der Band Harbinger mit Jarvis Earnshaw und Daniel Carter an. Im Laufe seiner bisherigen Karriere trat er bei Veranstaltungsreihen und Festivals wie dem Red Hook Jazz Festival, der Musikreihe Inside Out am Brooklyn Conservatory of Music, dem 577 Forward Festival, AE Randolph Presents und regelmäßig bei Bushwick Improvised Music auf. Er gastierte auch beim Great Eastern Music Festival in Montauk, Falcon Ridge, Take me to the River und beim Charm City Folk and Bluegrass Festival, wo er Folk- und Americana-Künstler wie Letitia VanSant, He-Bird She-Bird, Greg Cornell und andere begleitete.
Im Jahr 2020 erschien bei 577 Records das Album Astroturf Noise, entstanden im Trio mit Sam Day Harmet an der Mandoline und Sana Nagano an der Violine. Diese Gruppe untersucht die Schnittstelle zwischen freier Improvisation und Bluegrass. NPR nannte das Projekt „Feuermusik, serviert in einem surrealistischen Honky-Tonk“. Im selben Jahr veröffentlichte er mit dem Multiinstrumentalisten Tomchess das Album Ghosts Narrative.
2021 legte Swanson mit dem Geiger Tom Swafford das Duoalbum Scythe Paths Through The Nettles vor. Zu hören ist er u. a. auf Open Question Vol. 1 (2022, mit Daniel Carter, Ayumi Ishito, Eric Plaks, Jon Panikkar)  2022 legte er mit Trio Xolos sein Debütalbum In Flower, In Song (577 Records) vor. Das Album ist eine Sammlung improvisierter Stücke mit dem Saxophonisten Derrick Michaels und dem Schlagzeuger Dalius Naujo. Im Bereich des Jazz war er laut Tom Lord zwischen 2016 und 2021 an acht Aufnahmesessions beteiligt.
Als Musikpädagoge war Swanson am McDaniel College und der Towson University tätig.

## Diskographische Hinweise
- Daniel Carter / Joe Hertenstein / Aron Namenwirth / Zach Swanson: Live at the Bushwick Series (Gauci Music)
- Listening Group: Listening Group (577 Records, 2016) mit Claire De Brunner, Patrick Holmes, Daniel Carter, Nick Lyons, Jonah Rosenberg, Jeff Snyder, Stelios Mihas, Federico Ughi
- Astroturf Noise: Astroturf Noise (577 Records, 2019), mit Sam Day Harmet, Sana Nagano, sowie Sarah Bernstein, Billy Martin
- Playfield: Stepping Out (577 Records, 2022), mit Daniel Carter, Ayumi Ishito, Eric Plaks, Aron Namenwirth, Yutaka Takahashi, Jon Panikkar, Luisa Muhr